# Ellipteroides (Progonomyia) bifasciolatus
Ellipteroides (Progonomyia) bifasciolatus is een tweevleugelige uit de familie steltmuggen (Limoniidae). De soort komt voor in het Neotropisch gebied.